# Villarrodrigo
Villarrodrigo là một đô thị trong tỉnh Jaén, Tây Ban Nha. Theo điều tra dân số 2005 (INE), đô thị này có dân số là 510 người.
38°29′B 02°38′T / 38,483°B 2,633°T